# Chiesa di San Bernardino (Avio)
La chiesa di San Bernardino è la parrocchiale di Sabbionara, frazione di Avio in Vallagarina, Trentino. Fa parte della zona pastorale della Vallagarina dell'arcidiocesi di Trento  e risale al XIX secolo.

## Storia

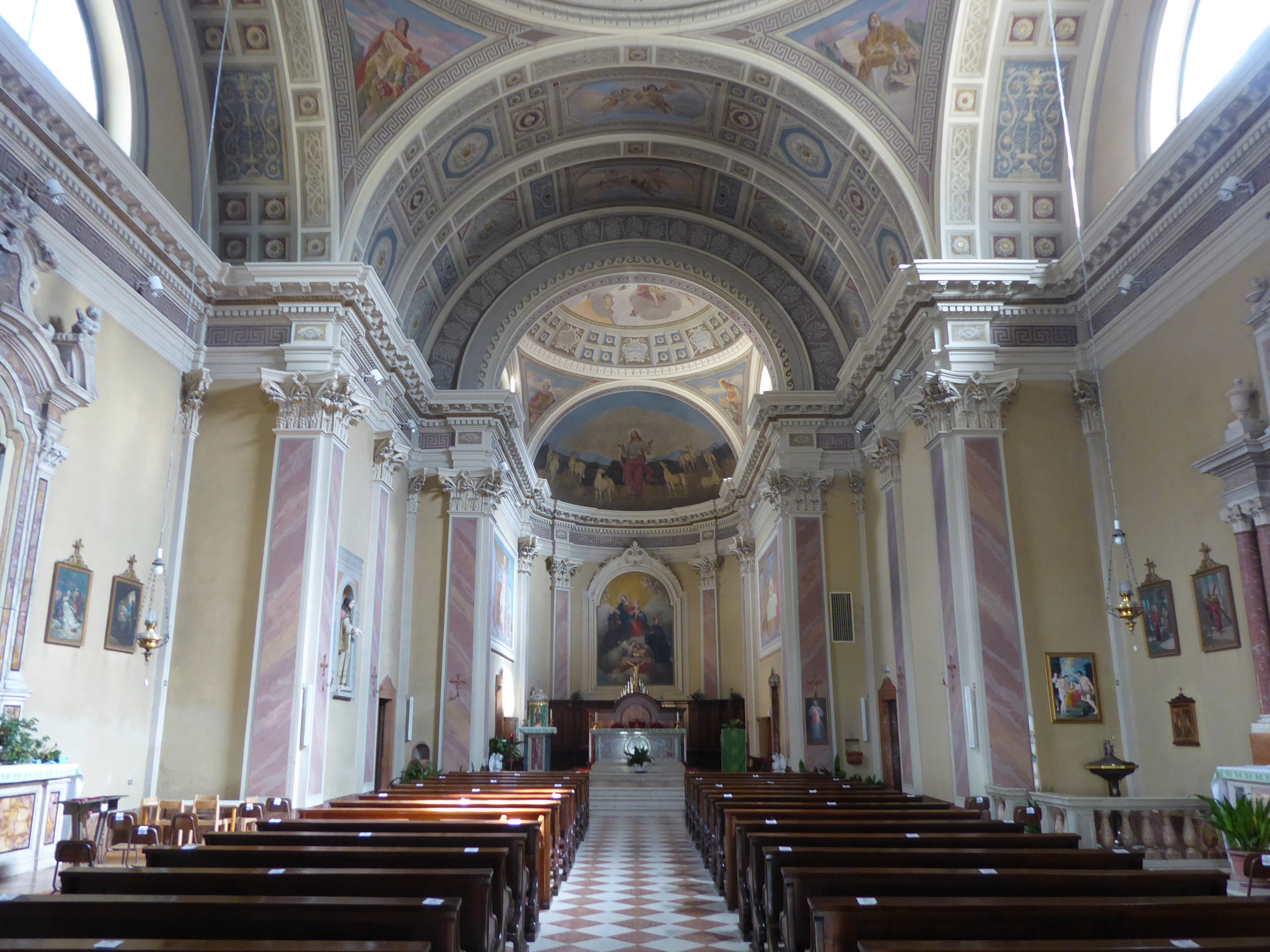
Interno

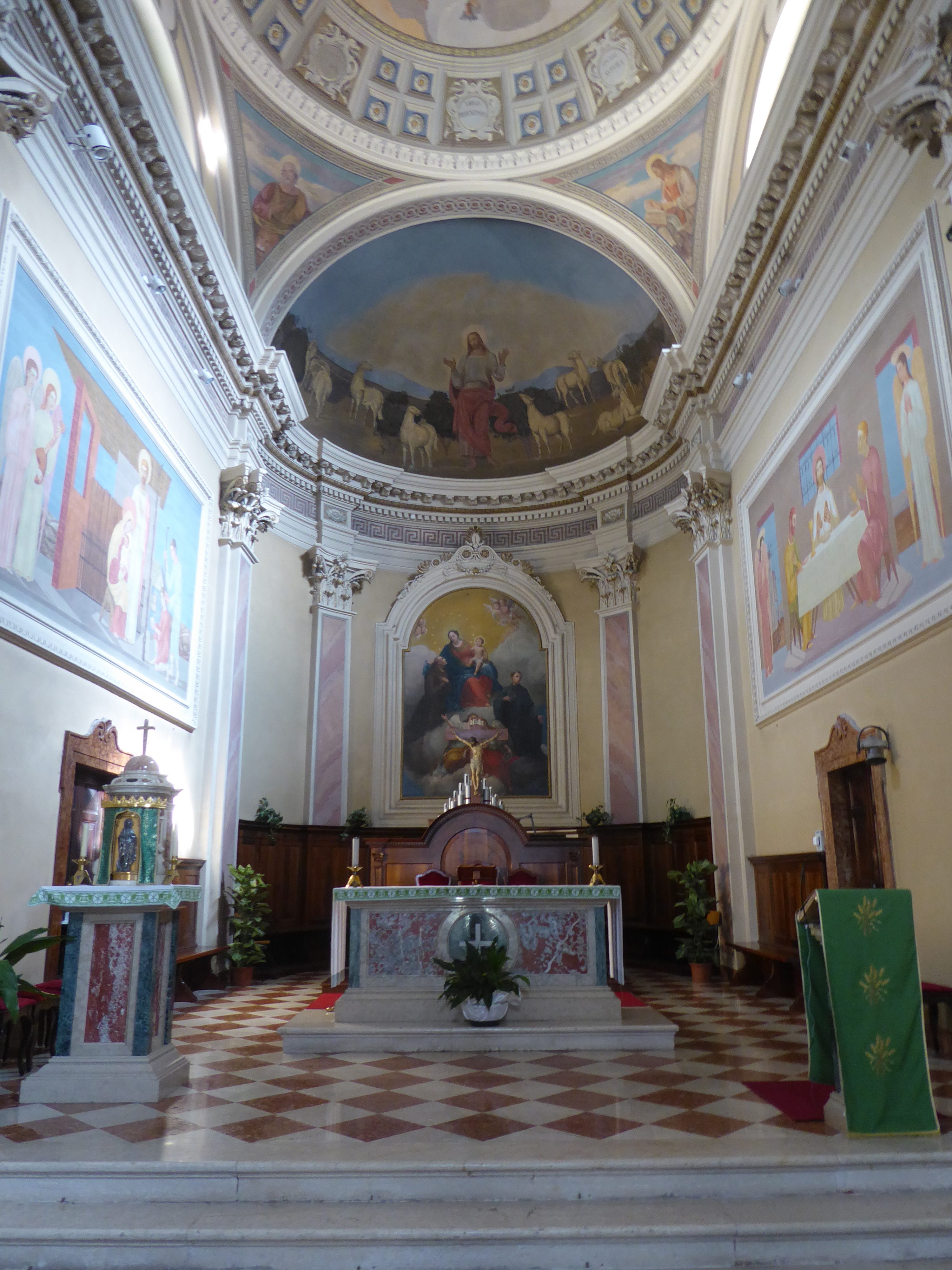
Presbiterio

Su un sito che non corrisponde a quello dove venne in seguito costruita la definitiva chiesa di San Bernardino, attorno al 1457, la famiglia Vassalini di Sabbionara fece erigere una prima cappella dedicata al santo.

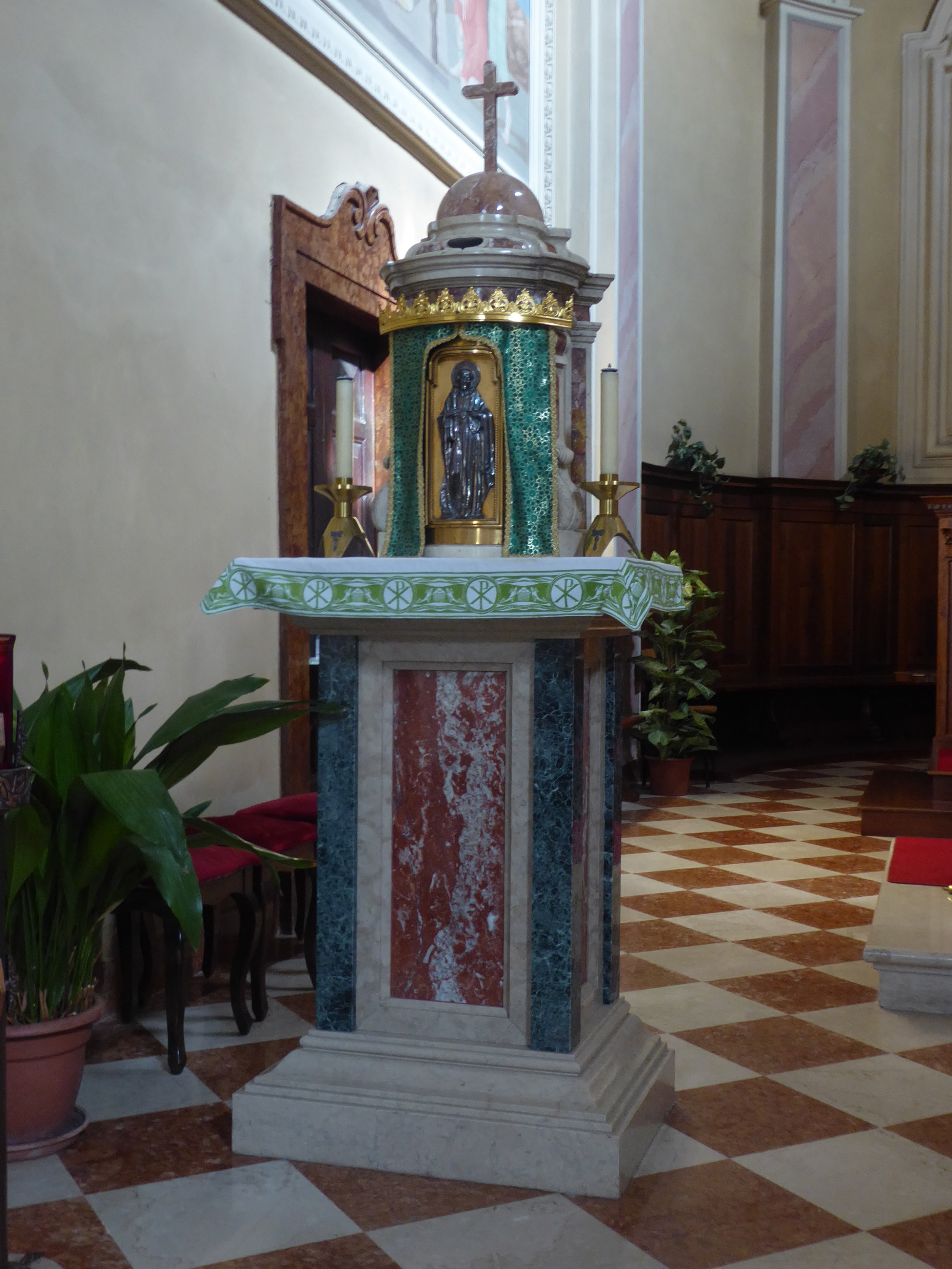
Tabernacolo

Tra il 1835 ed il 1845 venne edificata la nuova chiesa, che fu consacrata nel 1883.
Alla fine del XIX secolo fu eretto la torre campanaria, ultimata nel 1888.
La chiesa di San Bernardino, che sino ad allora era stata sussidiaria della pieve di Avio, ottenne dignità di chiesa parrocchiale nel 1912.
A partire dalla seconda metà del XX secolo venne rifatto il pavimento della sala, fu tinteggiata, si sistemò il tetto e si procedette al restauro delle decorazioni della volta. Tra il 2013 ed il 2015 fu restaurata la torre campanaria.

## Descrizione

### Esterni
La chiesa si trova nella piazza principale di Sabbionara di Avio e mostra orientamento verso nord. Il prospetto principale è neoclassico con grande frontone triangolare. Il portale è architravato con una piccola finestra a lunetta cieca superiore. Sopra, in asse, si apre una lunetta che porta luce alla sala. La torre campanaria si alza sulla fiancata sinistra dell'edificio e presenta una piccola cupola rifinita con lastre di piombo.

### Interni
La navata interna è unica e la sala ha due cappelle laterali simmetriche. Le decorazioni a tempera della volta della sala sono state realizzate nel 1924.